# Giulio Nicolini
Giulio Nicolini (* 7. Juli 1926 in San Vigilio, Concesio, Italien; † 19. Juni 2001) war ein italienischer Geistlicher und römisch-katholischer Bischof von Cremona.

## Leben
Giulio Nicolini empfing am 29. März 1952 das Sakrament der Priesterweihe für das Bistum Lugano.
Nach seiner Priesterweihe war er in der Italienerseelsorge in der Schweiz tätig, als geistlicher Begleiter der Katholischen Aktion und als Lehrer. Ab 1972 war er in Rom tätig, zunächst als Mitarbeiter der Päpstlichen Kommission für die Seelsorge für die Migranten, später als Mitarbeiter der Kongregation für die Bischöfe und schließlich als Vizedirektor des Presseamtes des Heiligen Stuhls.
Am 16. Juli 1987 ernannte ihn Papst Johannes Paul II. zum Bischof von Alba. Der Papst persönlich spendete ihm am 5. September desselben Jahres im Petersdom die Bischofsweihe. Mitkonsekratoren waren Kurienerzbischof Eduardo Martínez Somalo und der Bischof von Angers, Jean Orchampt. Die Amtseinführung im Bistum Alba fand am 27. September 1987 statt.
Am 16. Februar 1993 ernannte ihn Papst Johannes Paul II. zum Bischof von Cremona. Die Amtseinführung fand am 4. April desselben Jahres statt.
In seine Amtszeit fiel das Gedenkjahr des heiligen Homobonus von Cremona, des Stadtpatrons der Bischofsstadt. Besondere Aufmerksamkeit widmete er der Restaurierung des Doms von Cremona sowie der Vorbereitung und Feier des Heiligen Jahres 2000.
Sein Grab befindet sich in der Krypta des Domes von Cremona.